# 愛德華·布朗利
愛德華·歐仁·德雷西·布朗利（法語：Édouard Eugène Désiré Branly，發音：[edwaʁ øʒɛn deziʁe bʁɑ̃li]；1844年10月23日—1940年3月24日）是一位法國發明家、物理學家。他是巴黎天主教大学教授、法國科學院和宗座科學院院士。他發明了布朗利检波器，對無線電報的早期發展也作出過貢獻。布朗利河岸博物館是以他的名字命名的。
他死後葬禮在巴黎聖母院舉行，時任法國總統阿尔贝·勒布伦曾出席他的葬禮，遺體則安葬在拉雪茲神父公墓。

## 外部連接
- 在Find a Grave上的愛德華·布朗利